# Drenge (film)
|  | For andre betydninger, se Drenge |
Drenge er en dansk film fra 1977, instrueret af Nils Malmros og skrevet ham selv og Frederik Cryer. Filmen modtog en Bodil for bedste danske film.

## Medvirkende
- Lone Rode – Oles mor
- Poul Clemmensen – Oles far
- Mads Ole Erhardsen – Ole
- Lotte Hermann – Tante
- Ilse Rande – Merethe
- Ib Tardini – Victor